# Lista de representantes da Checoslováquia ao Oscar de melhor filme internacional

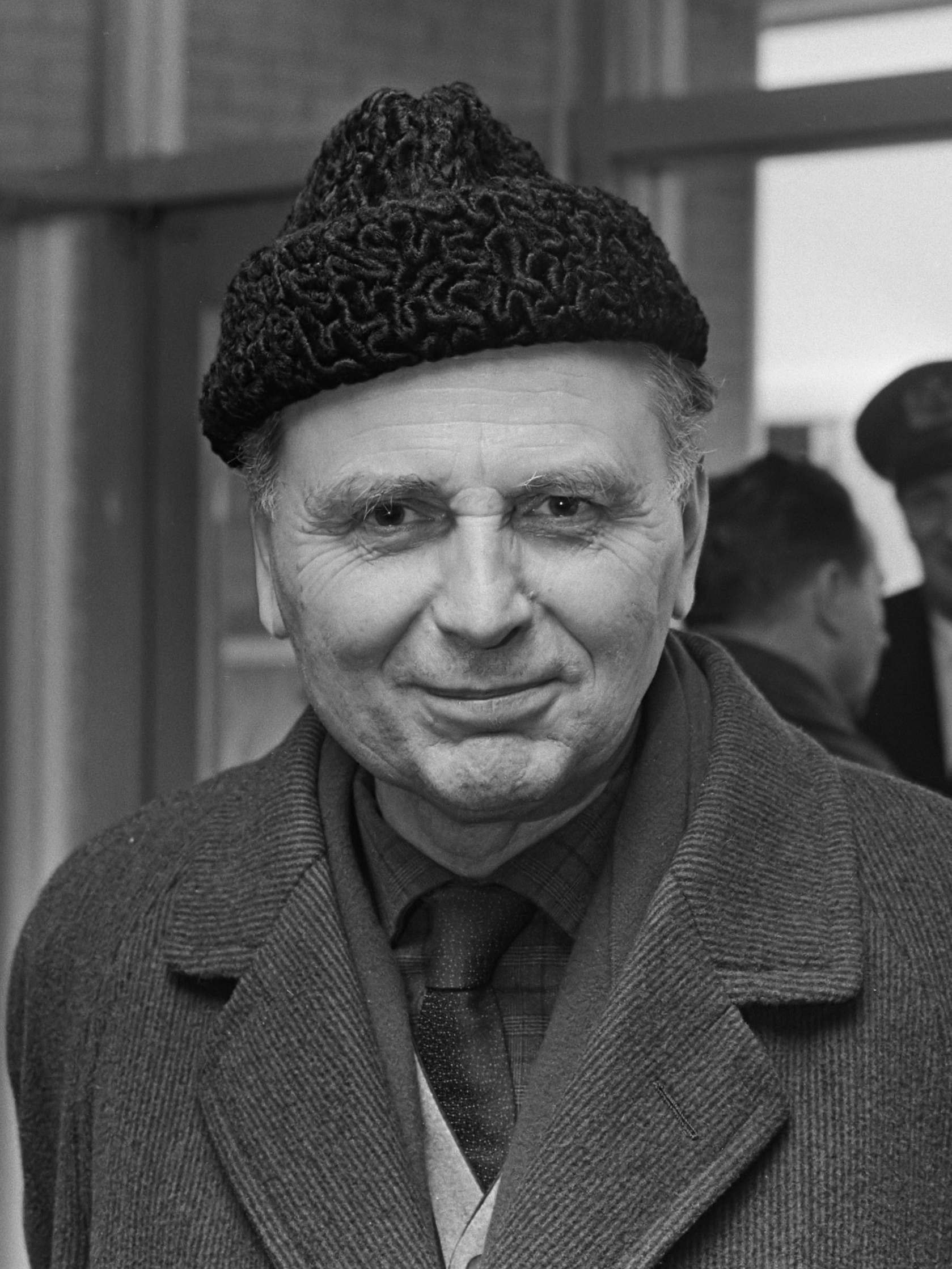
Elmar Klos, com Ján Kadár, dirigiu o primeiro filme checoslovaco a vencer o prêmio: Obchod na korze.

A Checoslováquia enviou filmes ao Oscar de melhor filme internacional de 1964 a 1991, até se separar em República Checa e Eslováquia em 1993. A premiação é entregue anualmente pela Academia de Artes e Ciências Cinematográficas dos Estados Unidos a um longa-metragem produzido fora dos Estados Unidos que contenha diálogo majoritariamente em qualquer idioma, menos em inglês.
Filmes checoslovacos receberam seis indicações ao Oscar de melhor filme internacional, dois dos quais venceram o prêmio: Obchod na korze (em eslovaco) e Ostře sledované vlaky (em checo); ambos são comédias ácidas que se passam durante a Segunda Guerra Mundial. O diretor Miloš Forman teve dois filmes selecionados para representar a Checoslováquia nos anos 1960, e ambos foram indicados. Eventualmente, Forman venceu dois Óscares de Melhor Diretor depois de emigrar para os Estados Unidos.
Depois da separação da Chechoslováquia, a República Checa e a Eslováquia começaram a enviar seus filmes à competição regularmente. Desde então, a República Checa conseguiu mais três indicações ao Oscar, com uma vitória.

## Filmes
A Academia de Artes e Ciências Cinematográficas convida as indústrias cinematográficas de vários países a enviar seus melhores filmes para o Oscar de Melhor Filme Internacional desde 1956. O Comitê de Filmes Internacionais dirige o processo e revê todos os filmes enviados. Depois disso, eles votam via voto secreto para determinar os cinco indicados para o prêmio. Antes da premiação ser criada, o Conselho de Governadores da Academia votava em um filme todo ano que era considerado o melhor filme de língua estrangeira lançado nos Estados Unidos e não havia enviados.
A lista abaixo contém os filmes enviados pela Checoslováquia para análise da Academia. Quase todas as inscrições são majoritariamente em checo, com as exceções das inscrições de 1982 e 1984, que são em eslovaco.
| Ano (Ceremônia) | Título original                  | Título em português                         | Diretor(a)             | Resultado    |
| --------------- | -------------------------------- | ------------------------------------------- | ---------------------- | ------------ |
| 1964 (37ª)      | Limonádový Joe aneb Koňská opera | Lemonade Joe                                | Oldřich Lipský         | Não indicado |
| 1965 (38ª)      | Obchod na korze                  | A Pequena Loja na Rua Principal             | Ján Kadár e Elmar Klos | Oscar        |
| 1966 (39ª)      | Lásky jedné plavovlásky          | Os Amores de uma Loira                      | Miloš Forman           | Indicado     |
| 1967 (40ª)      | Ostře sledované vlaky            | Trens Estreitamente Vigiados                | Jiří Menzel            | Oscar        |
| 1968 (41ª)      | Hoří, má panenko                 | O Baile dos Bombeiros                       | Miloš Forman           | Indicado     |
| 1969 (42ª)      | Spalovač mrtvol                  | O Cremador                                  | Juraj Herz             | Não indicado |
| 1973 (46ª)      | Dny zrady                        |                                             | Otakar Vávra           | Não indicado |
| 1974 (47ª)      | Milenci v roce jedna             |                                             | Jaroslav Balík         | Não indicado |
| 1975 (48ª)      | Cirkus v cirkuse                 | Solo para Elefante e Orquestra              | Oldřich Lipský         | Não indicado |
| 1976 (49ª)      | Jeden stříbrný                   |                                             | Jaroslav Balík         | Não indicado |
| 1978 (51ª)      | Adéla ještě nevečeřela           | As Loucas Aventuras do Detetive Nick Carter | Oldřich Lipský         | Não indicado |
| 1979 (52ª)      | Báječní muži s klikou            |                                             | Jiří Menzel            | Não indicado |
| 1980 (53ª)      | Lásky mezi kapkami deště         |                                             | Karel Kachyňa          | Não indicado |
| 1981 (54ª)      | Božská Ema                       |                                             | Jiří Krejčík           | Não indicado |
| 1982 (55ª)      | Pomocník                         |                                             | Zoro Záhon             | Não indicado |
| 1983 (56ª)      | Neúplné zatmění                  |                                             | Jaromil Jireš          | Não indicado |
| 1984 (57ª)      | Tisícročná včela                 |                                             | Juraj Jakubisko        | Não indicado |
| 1985 (58ª)      | Skalpel, prosím                  |                                             | Jiří Svoboda           | Não indicado |
| 1986 (59ª)      | Vesničko má středisková          |                                             | Jiří Menzel            | Indicado     |
| 1987 (60ª)      | Smrt krásných srnců              |                                             | Karel Kachyňa          | Não indicado |
| 1989 (62ª)      | Kopytem sem, kopytem tam         |                                             | Věra Chytilová         | Não indicado |
| 1990 (63ª)      | Vojtěch, řečený sirotek          |                                             | Zdeněk Tyc             | Não indicado |
| 1991 (64ª)      | Obecná škola                     | Lições de Infância                          | Jan Svěrák             | Indicado     |